# Haeromys pusillus
Haeromys pusillus és una espècie de mamífer rosegador de la família dels múrids. Viu a Indonèsia i Malàisia i probablement s'ha extingit a les Filipines. El seu hàbitat natural són els boscos primaris de plana. Està amenaçada per la destrucció del seu medi. El seu nom específic, pusillus, significa ‘minúscula’ en llatí.